# 固有
| ウィキペディアには「固有」という見出しの百科事典記事はありません（タイトルに「固有」を含むページの一覧/「固有」で始まるページの一覧）。 代わりにウィクショナリーのページ「固有」が役に立つかもしれません。 |